# Bataille d'Arachova
Guerre d'indépendance grecque
Batailles
- Patras
- Alamana
- Gravia
- Valtetsi
- Doliana
- Drăgășani
- Tripolizza
- Péta
- Chios
- Dervénakia
- Nauplie
- Karpénissi
- Guerres civiles (en)
- Psará
- Maniaki (en)
- Sphactérie
- Missolonghi
- Arachova
- Phalère
- Navarin

La bataille d’Arachova fut livrée du 18 au 24 novembre 1826 (julien) pendant la guerre d'indépendance grecque.

## Contexte

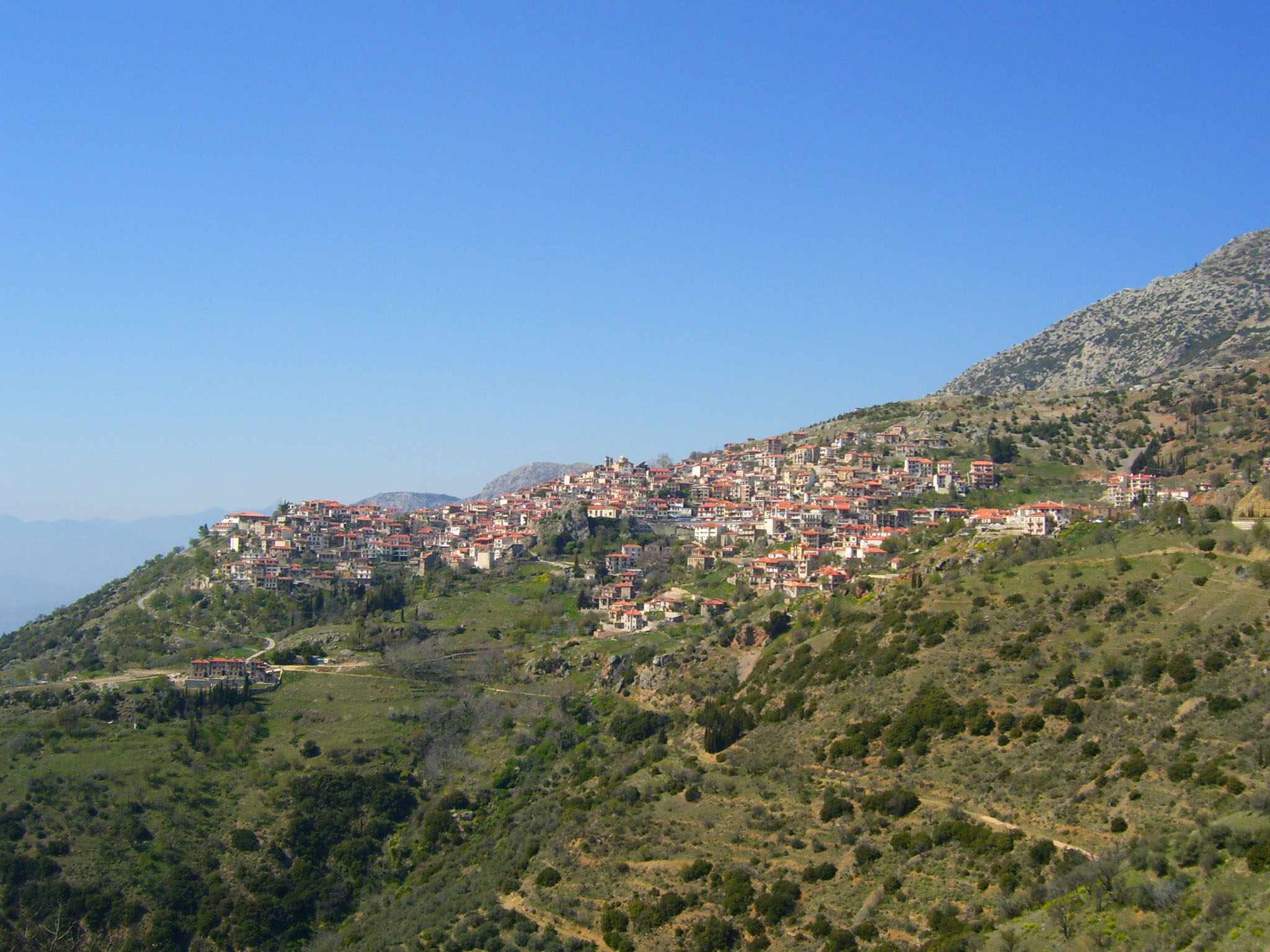
Vue d'Arachova.

Après la chute de Missolonghi en avril 1826, les troupes ottomanes du général Kioutachis avaient reconquis la majeure partie de la Grèce continentale et mis le siège à l'Acropole d'Athènes en juillet ; les tentatives grecques de dégagement furent repoussées au cours de l'été. La garnison de la forteresse ayant cependant pu être renforcée en octobre, elle ne risquait plus d'être rapidement prise ; des tentatives de lever ce siège en coupant les lignes de ravitaillement ottomanes furent alors tentées par les Grecs.
Yeóryios Karaïskákis quitta donc l'Attique en octobre et se dirigea vers la Béotie. Il envoya 500 hommes occuper les passes situées entre la plaine de Béotie et celle d'Amphissa, sur le golfe de Corinthe. 

## Bataille

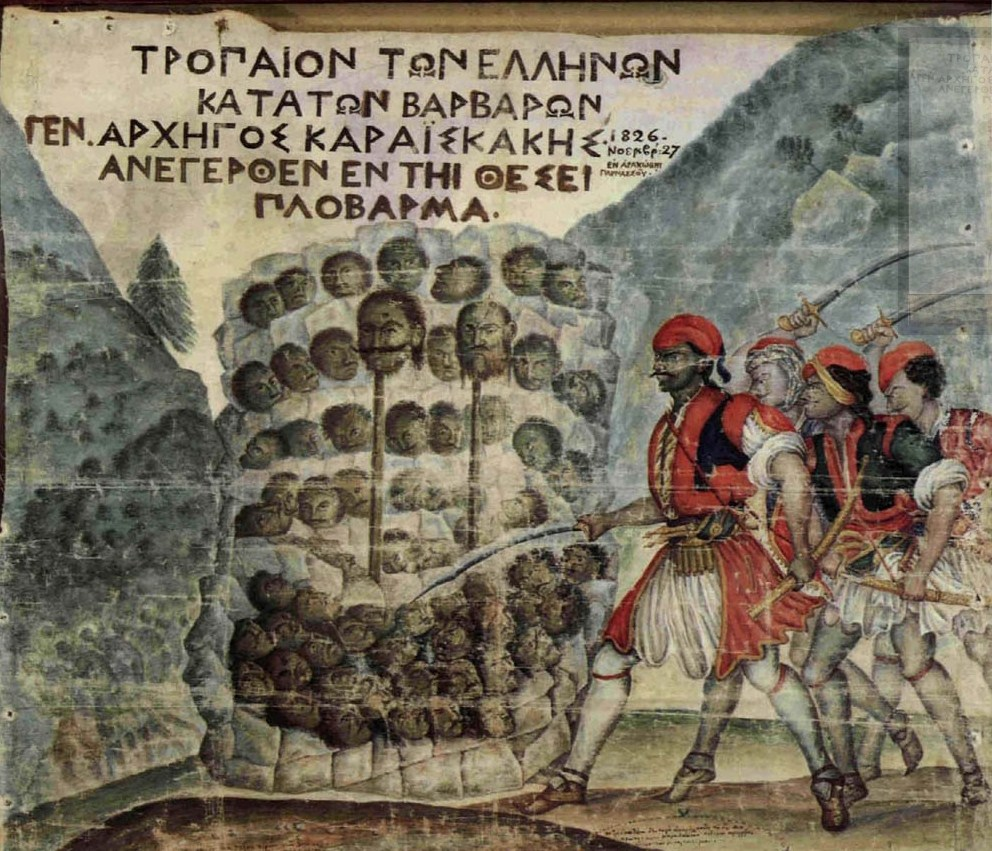
Tour de crânes élevée par Karaiskakis après la bataille.

Alors que cette troupe venait d'occuper le village d'Arachova, au pied du Parnasse, près de Delphes, elle fut attaquée par une armée ottomane d'Albanais, forte de 1500 hommes, menée par Mustafa Bey, qui venait de défaire d'autres troupes grecques à Atalanti sur la côte nord de la Béotie et qui se repliait vers le sud-ouest en direction de Salona. 
Les Ottomans tentèrent de prendre le village d'assaut avant que le gros des troupes grecques basé à Distomo puisse intervenir, mais ils furent repoussés. Karaïskakis occupa alors les accès à la vallée, prenant au piège l'armée ottomane prise entre deux feux. Une armée de secours ottomane fut repoussée à Davlia.
Après une semaine de combats, les troupes ottomanes proposèrent une capitulation, mais Karaïskakis ayant exigé une reddition sans conditions, les Ottomans tentèrent de fuir en traversant le Parnasse enneigé, et furent alors massacrés pour la plupart.

## Conséquences
La victoire d'Arachova fut un des rares succès grecs de cette période après les échecs subis contre Ibrahim Pacha en Morée, à Missolonghi et en Attique, et permit à Karaïskakis de jouer un rôle de premier plan dans la suite des évènements.

## Sources
- (en) An index of events in the military history of the Greek nation, Athènes, Army History Directorate, 1998, 506 p. (ISBN 978-960-7897-27-5, OCLC 475469625)